# 羅榮 (越南)
羅榮，又译拉望、罗云，位於越南廣治省海陵縣。是于1798年建造的罗马天主教的教堂，羅榮聖母宗座聖殿所在地。这个教堂也是越南天主教徒朝圣的地方，2008年经过重新修缮，据说圣母以前曾经穿着越式旗袍在此地现过身。